# Oude Sint-Willibrorduskerk (Middelbeers)

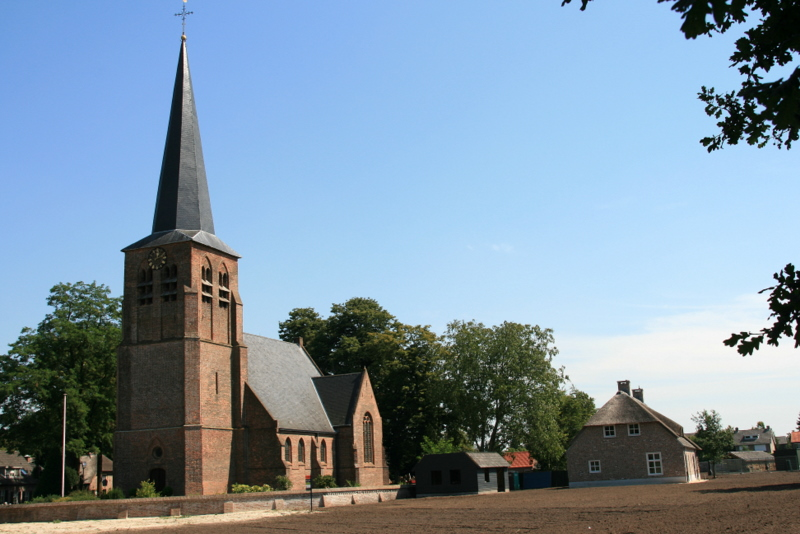
Gezien vanaf de velden

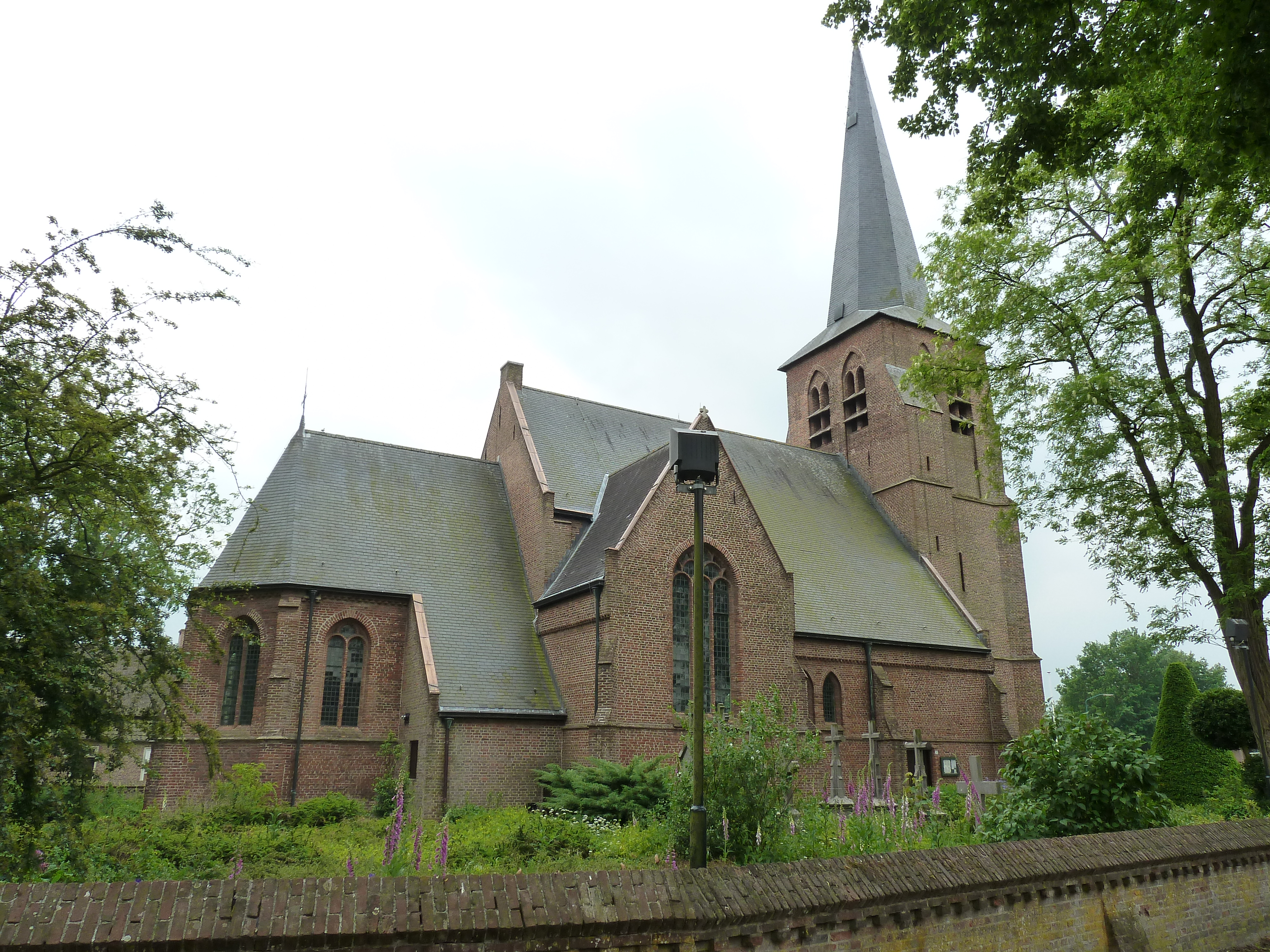
De kerk

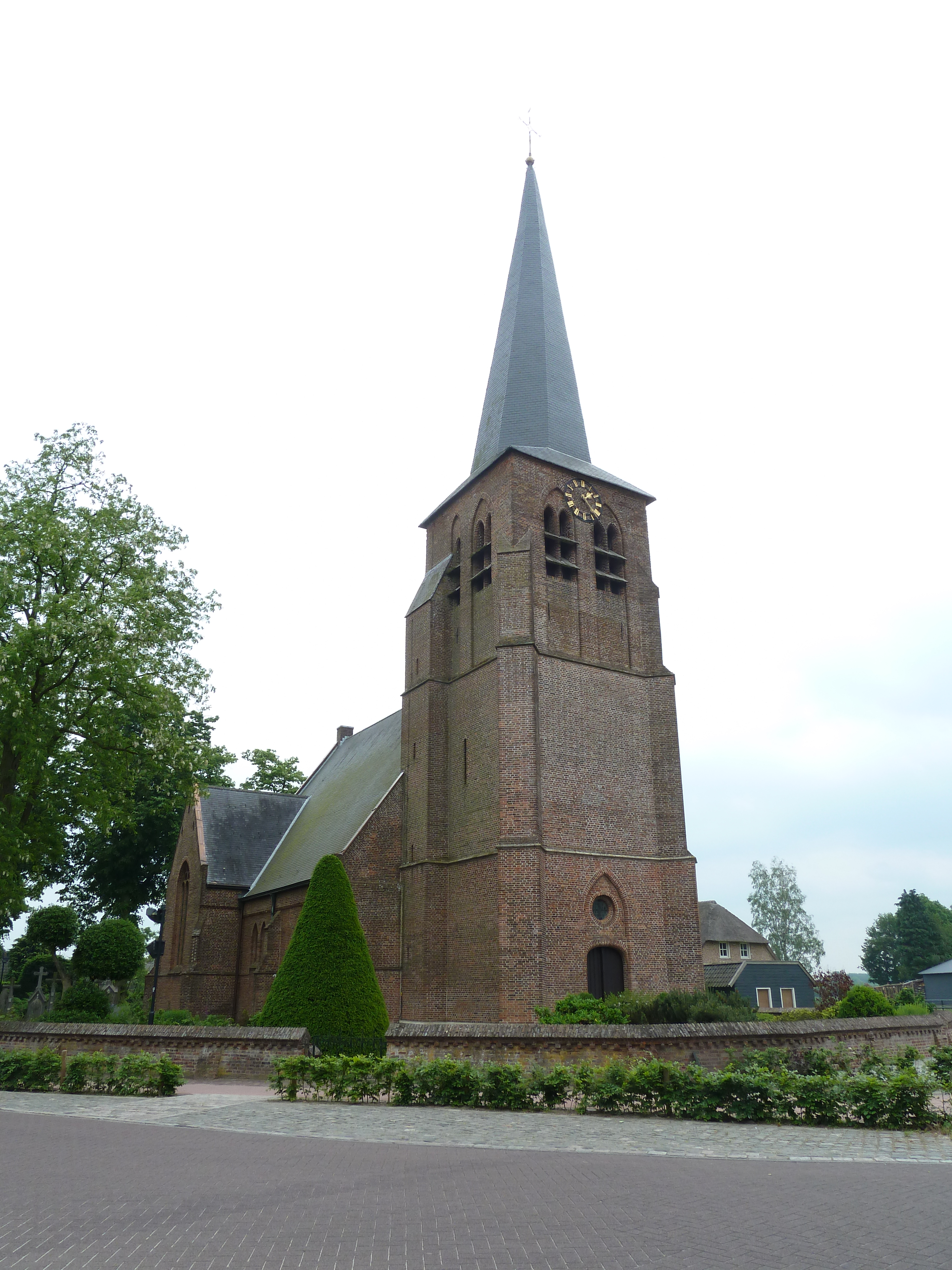

De Oude Sint-Willibrorduskerk of kortweg Het Oude Kerkje is het gaaf bewaard gebleven baksteengotische dorpskerkje van Middelbeers dat stamt uit de 15e eeuw. De kerk is omringd door een oude begraafplaats die omgeven is door een muurtje dat in de oorspronkelijke staat is hersteld. De kerk ligt aan de Willibrordstraat, vroeger de Kerkstraat geheten. Honderd meter verderop ligt aan de overzijde van de straat de nieuwe Sint-Willibrorduskerk.

## Geschiedenis
Het is een kleine bakstenen pseudobasiliek met een koor uit omstreeks 1400, dat gebouwd is op een fundering van ijzeroer. Onder of naast deze kerk liggen resten van de voorganger ervan, want bij werkzaamheden stuitte men op een fundering van gestapelde zwerfkeien waarvan de tussenruimten met ijzersteen.
Van 1648 tot ongeveer 1800 is de kerk aan de katholieke eredienst onttrokken geweest. Hierna is de kerk weer door de katholieken in gebruik genomen, en zijn er een aantal neogotische verbouwingen uitgevoerd. Na 1900 werd de kerk te klein en in 1927 werd de nieuwe Sint-Willibrorduskerk naar ontwerp van Louis Kooken in gebruik genomen. De oude kerk werd gesloten, het interieur naar de nieuwe kerk verplaatst, en verval trad in. Het barokke hoofdaltaar en de preekstoel uit 1750 zijn zelfs verdwenen.
In 1939 wilde men de kerk ombouwen tot gemeentehuis, maar toen brak de Tweede Wereldoorlog uit, waardoor de hiervoor vereiste ingrijpende verbouwing niet is uitgevoerd. Doch pas in 1961 werd het kerkje gerestaureerd, evenals de muur van de begraafplaats. Ook de meeste neogotische veranderingen zijn toen verwijderd.
Pas in 1977 kreeg de kerk een nieuwe bestemming. De Stichting Het Oude Kerkje organiseert er nu tentoonstellingen en concerten, terwijl er in het kerkje ook bruiloften, jubilea en dergelijke worden gehouden.

## Het gebouw
Het gebouw maakt een onregelmatige indruk. Zo zijn de steunberen allemaal verschillend van vorm, en ook de friezen zijn ongelijk van vorm en grootte. Dit zijn kenmerken van een typische dorpskerk. Bij de restauratie van 1961 heeft men allerlei bouwkundige details gevonden die erop wezen dat er gedurende langere tijd aan de kerk gebouwd is en dat daarbij primitieve middelen zijn gebruikt. Daarbij heeft het koor van de kerk ooit dienstgedaan als zelfstandige kapel, want men heeft buitenmetselwerk gevonden daar waar tegenwoordig, in het interieur, het koor op het schip aansluit. Een klein gedeelte daarvan heeft men intact gehouden en dit is in de kerk zichtbaar.
Het schip is voorzien van een eikenhouten tongewelf, zoals dat ook vroeger aanwezig was.
Het merkwaardigste voorwerp in het interieur was het hardstenen doopvont, dat voorzien is van vier koppen met Assyrisch aandoende baarden. Het vont stamt mogelijk uit de 13e eeuw en bevindt zich tegenwoordig in de nieuwe Sint-Willibrorduskerk. Dergelijke doopvonten zijn nog te vinden in Horssen, Fulda en Sint-Oedenrode.
Het schip van de kerk heeft twee vloeren boven elkaar: de vloer van Naamse tegels ligt boven op een vloer van rode bakstenen plavuizen.

## Trivia
Naar verluidt liep er een onderaardse gang van de kerk naar een nabijgelegen huisje. Tijdens de beeldenstorm zouden in deze gang de kerkschatten bewaard zijn.